# 达伯尔
达伯尔（德語：Dabel）是德国梅克伦堡-前波美拉尼亚州的市镇，隶属于路德维希斯卢斯特-帕尔希姆县，总面积为24.77平方千米，截至2020年总人口为1379人。